# Tanzendes Männlein

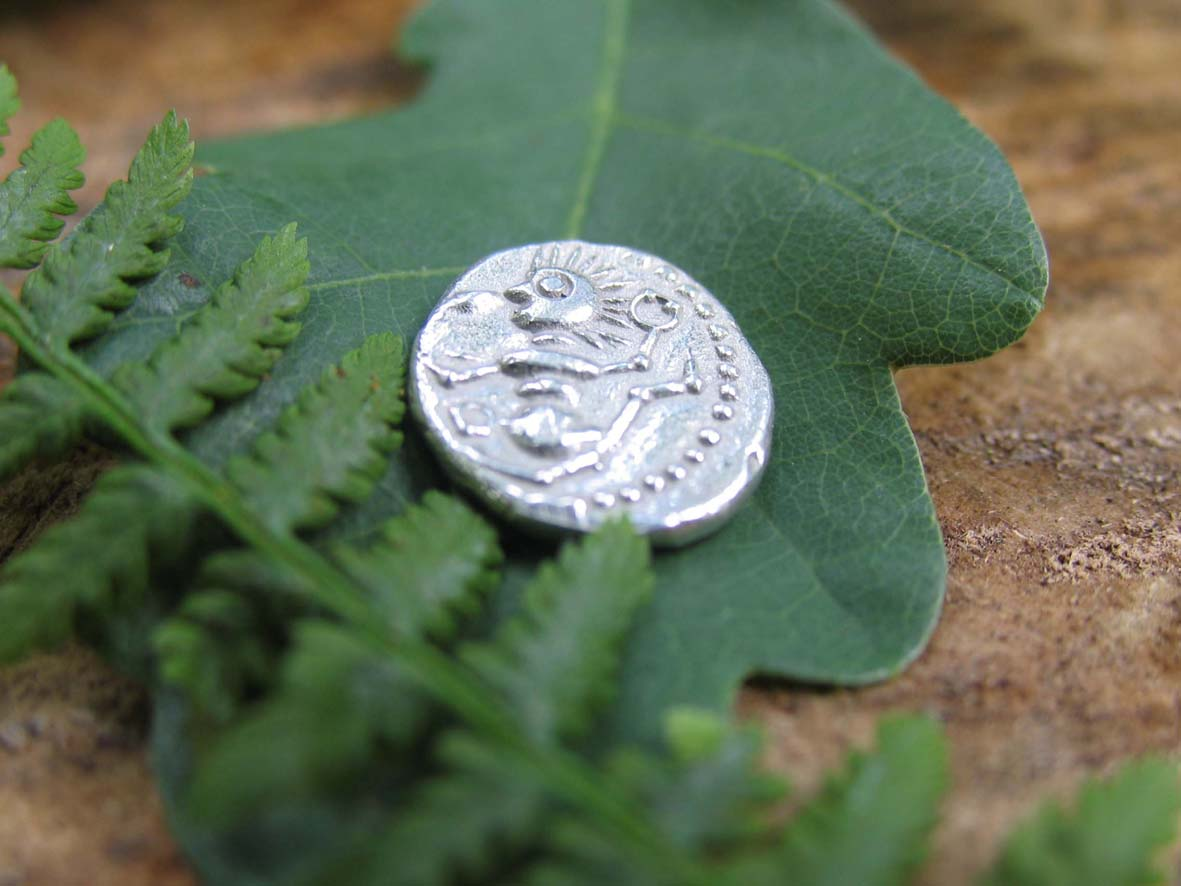

Als Tanzendes Männlein bezeichnet man einen Typ antiker Münzen.
Es ist ein Quinar aus Silber, der ca. zwischen 60 und 1 v. Chr. in den Emissionsserien I (ca. 60-45), II (ca. 45-30), III (ca. 30-15) und IV (ca. 15-1) als Münznominal nach westkeltisch-gallischem Standard geprägt wurde. In der Latènezeit erstreckte sich die keltische Kultur zwischen Paris, Brüssel, Prag bis nach Wien. Abgebildet ist ein Mann mit Torques in der linken und Schlange in der rechten Hand, umgeben von einem Perlkreis. Auf der Rückseite ist ein Pferd dargestellt mit einem nach rechts zurückgewandten Kopf, umgeben von einem Zackenkreis. Zu den Fundstellen zählen Dünsberg, Waldgirmes und Limburg. Als Präger gelten die Ubier.
Eine ähnliche Darstellung eines Mannes mit Schlange und Torques findet sich auf dem Kessel von Gundestrup.